# Гнатюк Михайло (сотник УСС)
Михайло Гнатюк (* 1883, с. Сасів, тепер Золочівська міська громада, Львівська область — 7 серпня 1972, м. Чикаго, США) — командир будівельної сотні Легіону Українських Січових Стрільців.

## Життєпис
Народився в 1883 році у селі Сасів Золочівського повіту (тепер Золочівський район Львівської області).
Закінчив філософський факультет Львівського університету.
У легіоні УСС перебував з 1914 року. Спочатку був командантом чоти, згодом служив у коші. Після цього став командиром будівельної сотні, особовий склад якої складався із стрільців, які одужували від поранень та хвороб.
В УГА командував сотнею в 1-й бригаді УСС.
Після війни працював учителем у жіночій гімназії Ярослава. 
Емігрував до США, був членом братства УСС. Помер 7 серпня 1972 року в Чикаго, де й похований.